# Robert Robinson
Sir Robert Robinson OM PRS (Chesterfield, Regne Unit, 1886 - Great Missenden, 1975) fou un químic i professor universitari britànic guardonat amb el Premi Nobel de Química l'any 1947.

## Biografia
Va néixer el 13 de setembre de 1886 a la ciutat anglesa de Chesterfield, situada al comtat de Derbyshire. Va estudiar química a la Universitat de Manchester, i posteriorment fou professor de química en diverses universitats, entre elles a la Universitat d'Oxford entre 1930 i 1954.
El 1931 fou nomenat Cavaller pel rei Jordi V i entre 1945 i 1950 fou president de la Royal Society de Londres. Robinson morí el 8 de febrer de 1975 a la seva residència de Great Missenden, situada al comtat de Buckinghamshire.

## Recerca científica
Va iniciar la seva recerca al voltant dels compostos orgànics, especialment en el camp de la biogenètica, i va sintetitzar els pigments vermell, blau i violeta de les flors, que va utilitzar per a la investigació genètica de la coloració d'aquestes. Codescubridor de la síntesi de les hormones sexuals hexestrol i estilbestrol, va contribuir a sintetitzar la penicil·lina durant la Segona Guerra Mundial i va fer un important descobriment sobre els derivats de la pirimidina i les seves relacions amb la vitamina B.
El 1947 fou guardonat amb el Premi Nobel de Química per les seves investigacions sobre productes vegetals, especialment els alcaloides.
Posteriorment va ajudar a aclarir l'estructura molecular de compostos com l'estricnina, la nicotina i la morfina i va contribuir al desenvolupament de drogues que ajudessin a combatre la malària. Així mateix aconseguí la síntesi de l'alcaloide anomenat tropinona.